# Seyahatname

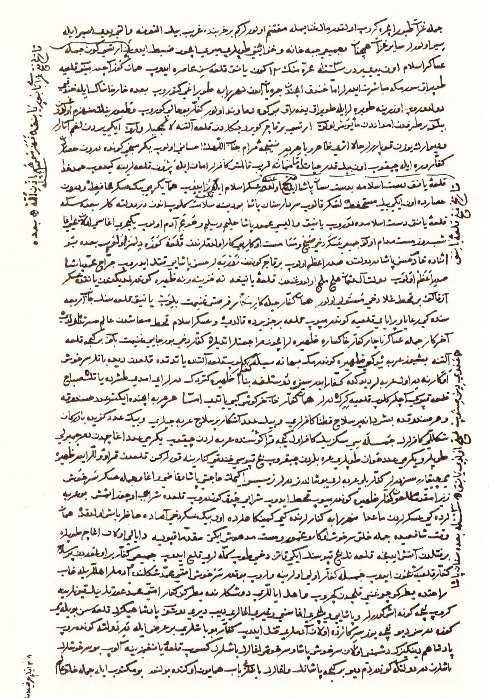
Stránka originálu 7. svazku cestopisu.

Seyahatname (osmanskou turečtinou سياحتنامه, v transliteraci do latinky Seyāḥatnāme, doslova kniha cest) je cestopis tureckého cestovatele Evliya Çelebiho. Inspirován byl staršími dokumenty stejného charakteru, které existovaly v islámském, resp. arabském světě již od doby prvních Umajjovců. Çelebiho cestopis je ze všech tohoto typu nejznámější a mnohdy je jediným dokladem o existenci měst na území Osmanské říše a v jejím okolí v druhé polovině 18. století.

## Rozsah
Dílo má celkem deset svazků a je psáno v první osobě. Vznikalo postupně na Çelebiho cestách v letech 1630 až 1672.
Evliya Çelebi v něm popisuje následující oblasti:
- 1. svazek: Istanbul jako město, kde se narodil a okolní sídla
- 2. svazek: Bursa, Izmir, Batumi, Trabzon, Abcházie, Kréta, Erzurum, Ázerbájdžán, Gruzie a další.
- 3. svazek: Damašek, Sýrie, Palestina, Sivas, Kurdistán, Arménie, Rumélie (dnešní Bulharsko) a Dobrudža.
- 4. svazek: Van, Tabriz, Bagdád, Basra
- 5. svazek: Van, Basra, Maďarsko, Rusko, Anatolie, Bursa, Dardanely, Edirne, Moldavsko, Sedmihradsko, Bosna a Hercegovina, Dalmácie, Sofia.
- 6. svazek: Sedmihradsko, Albánie, Maďarsko, dnešní Jižní Slovensko (Nové Zámky), Bělehrad, Hercegovina, Dubrovník, Černá Hora, Nagykanizsa, Chorvatsko
- 7. svazek: Rakousko (Vídeň), Maďarsko, Budín, Eger, Temešvár, Sedmihradsko, Valašsko, Moldavsko, Krym, Kazachstán, jižní Rusko, Kavkaz, Dagestán
- 8. svazek: Krym, Istambul, Kréta, Střední Makedonie, Řecko, Atény, Efes, Rhodos, jižní Anatolie, Sýrie, Aleppo, Albánie, Ochrid
- 9. svazek: pouť do Mekky (hadždž).
- 10. svazek: Egypt, vč. historických souvislostí, horní Egypt, Káhira, Súdán, Etiopie.

## Vydání díla
Po dlouhou dobu byla práce E. Çelebiho relativně neznámá, a to jak na území tehdejší Osmanské říše, tak i západních zemí. Teprve až na přelomu 19. a 20. století bylo dílo rozsáhleji vydáváno v originále, nedlouho poté, co v tureckém prostředí převážil názor, že Çelebi byl skutečným cestopiscem. První čtyři svazky vyšly do roku 1896 a do roku 1902 bylo veřejně vydáno prvních šest svazků. Sedmý a osmý byly vydány v roce 1928 Tureckou historickou společností. Poslední dva vydalo turecké ministerstvo školství v roce 1935 až poté, co tamní jazyk přešel na latinku.

## Specifika
Celé Çelebiho dílo není cestopisem ve striktně encyklopedickém stylu. Ačkoliv autor uvádí výčty (např. počty domů, počty obchodů, počty mešit, škol nebo veřejných lázní), tyto musely být vzhledem k jiným okolnostem své doby, doložitelné z dalších zdrojů, ve značné míře nadsazené. Çelebi se někdy drží spíše legend a bájí, než strohých faktů. Autor dílo sepisoval takovým způsobem, aby bylo populární v Turecku 17. století.[zdroj?], je psáno lidovým jazykem své doby obohaceným o pojmy tehdejší vyšší společnosti. Çelebi se méně soustředil na historické detaily a souvislosti a některé příběhy, které nemohl zažít, uváděl v jednotlivých svazcích za své vlastní. Používal často barvité příměry (např. o množství bláta v oblasti Banátu uváděl, že pokud tam prší, mohl by se tam utopit slon.
Çelebi používal při tvorbě cestopisu i další zdroje, např. turecký překlad dokumentu Testimonium flavianum pro období před nástupem islámu v některých oblastech Osmanské říše. Jejich užití neuváděl, nicméně při pozdějším výzkumu jeho prací byly tyto nalezeny. Často vycházel z výpovědí místních, nebo cestovatelů, které potkal. Maďarské dějiny mu odvyprávěl údajně jeden vězeň.
Çelebiho dílo bylo historicky velmi bedlivě studováno, jednak z toho důvodu, že se jednalo o jeden z mála dokumentů o podobě a úrovni rozvoje osmanských měst své doby, ale také jako ukázka toho, jak turecká společnost, resp. tamní inteligence v době největšího vzestupu Osmanské říše okolní státy, např. evropské. Oblast Uher navštívil Çelebi v době tzv. Velké turecké války.
Text rovněž určitým způsobem dokládá způsob vnitřního fungování tureckého impéria své doby. Jednotlivé svazky také dokládají i úroveň kultury své doby (např. použité hudební nástroje), kulinářskou kulturu, způsoby stolování apod.

## Překlady
Dílo bylo přeloženo do velké řady jazyků, včetně arabštiny, arménštiny, bosenštiny, řečtiny, maďarštiny, rumunštiny, ruštiny a srbštiny.
Na přelomu 19. a 20. století vznikl i bulharský překlad části díla.
V letech 1904 až 1908 byla část spisů vydána v maďarském překladu, který připravil I. Karácsony. Vydala jej tehdejší akademie věd v Budapešti.
Překlady do bosenštiny/srbštiny (resp. srbochorvaštiny) uskutečnil po druhé světové válce Hasim Šabanović. Jednalo se o část celého díla, která se vztahuje k oblasti bývalé Jugoslávie. V povědomí místních národů cestopis existuje již od jeho vzniku v druhé polovině 17. století, z osmanské turečtiny byl překládán po částech několikrát, a to v různé kvalitě a s různými výsledky. Poprvé část o návštěvě Mostaru byla přeložena roku 1902. V první polovině 20. století balkánskou část cestopisu přeložil Gliša Elezović.
Jeho části vyšly v angličtině pod názvem An Ottoman Traveller: Selections from the Book of Travels of Evliya Çelebi. Nikdy nebyly všechny svazky přeloženy do anglického jazyka celé, nejdelší část přeložil rakouský orientalista Joseph von Hammer-Purgstall v první polovině 19. století. Ten cestovatele zpopularizoval v tehdejší Habsburské monarchii i v západních zemích obecně.
V roce 1978 vydalo slovenské nakladatelství Tatran část spisu pod názvem Kniha Ciest, která se týkala oblasti jižního Slovenska.